# Tim Krabbé
Tim Krabbé (ur. 13 kwietnia 1943 w Amsterdamie) – holenderski pisarz i dziennikarz, również szachista.

## Życiorys
Pochodzi z rodziny o tradycjach artystycznych. Jego ojciec Maarten (1908-2005) oraz dziadek byli malarzami, matka pisarką i tłumaczką, a brat Jeroen jest reżyserem i aktorem. Krabbé studiował psychologię na Uniwersytecie Amsterdamskim oraz zajmował się aktorstwem, ale po 1967 roku poświęcił się w całości pisarstwu. Jego książki zostały przetłumaczone na 16 języków, a kilka z nich zostało sfilmowanych lub zaadaptowanych jako scenariusze filmowe.
W latach 1967–1972 uczestniczył w finałach indywidualnych mistrzostw Holandii. Według retrospektywnego systemu Chessmetrics, najwyżej sklasyfikowany był w styczniu 1971 r., zajmował wówczas 389. miejsce na świecie.
Jego imię nosi roszada Pama-Krabbégo. Jest pomysłodawcą koncepcji liczb Morphy’ego.

## Nowele, powieści, eseje
- De werkelijke moord op Kitty Duisenberg (1967)
- Flanagan of het einde van een beest (1970)
- 15 goede gedichten (1973)
- Red Desert Penitentiary (1975)
- De Stad in het Midden (1978)
- De Renner (1978)
- 43 Wielerverhalen (1984)
- Het Gouden Ei (1984, pl. Złote jajko / Zniknięcie, 1994)
- De Man die de Babson Task wilde maken (1986)
- De Matador (1991)
- Vertraging (1994)
- De Paardentekenaar (1995)
- De Grot (1997, pl. Jaskinia, 2002)
- Kathy's dochter (2002)
- Drie Slechte Schaatsers (2004)
- Een goede dag voor de Ezel (2005)
- Een Tafel vol Vlinders (2009)

## Prace poświęcone szachom
- Fischer (1973)
- Schaakkuriosa (1974)
- Nieuwe schaakkuriosa (1977)

## Adaptacje filmowe
- Flanagan (1975)
- De Paardentekenaar (1983)
- Red Desert Penitentiary (1984)
- Spoorloos (1988, na podstawie Het Gouden Ei)
- The Vanishing (1993, na podstawie Het Gouden Ei)
- De Grot (2001, na podstawie De Grot)